# Like a G6
„Like a G6“ je píseň americké hip-hopové skupiny Far East Movement. Píseň pochází z jejího druhého studiového alba Free Wired. Produkce se ujali producenti The Cataracs. S touto mu vypomohla hip-hopová skupina The Cataracs a zpěvačka Dev.

## Hitparáda
| Země        | Umístění |
| ----------- | -------- |
| Austrálie   | 2        |
| Kanada      | 3        |
| Nový Zéland | 1        |
| USA         | 1        |
| Česko       | 21       |

| "Just The Way You Are" od Bruno Marse "What's My Name" od Rihanna featuring Drake | USA #1 hity 30. října ~ 12. listopadu 2010 27. listopadu ~ 3. prosince 2010 | "We R Who We R" od Kesha "Only Girl (In the World)" od Rihanna |